# Alpes Julianos
Os Alpes Julianos são parte uma subcordilheira dos Alpes que se estende do nordeste da Itália até à Eslovénia, onde atingem o ponto mais elevado nos 2 864 m de altitude do Monte Triglav. Seu nome é inspirado na figura de Júlio César, que fundou a localidade de Cividale del Friuli no sopé das montanhas.

## Picos
Os mais importantes picos são:
- Monte Triglav/Tricórnio, 2 864 m
- Jôf di Montasio/Montaž/Monte Montasch, 2 755 m
- Monte Škrlatica, 2 740 m
- Mangart, 2 679 m
- Jalovec, 2 645 m
- Razor, 2 601 m
- Kanin, 2 582 m
- Kanjavec, 2 568 m
- Prestreljenik, 2 500 m
- Tošc, 2 275 m
- Krn, 2 244 m

## Passos de montanha
Importantes passos dos Alpes Julianos são:
- Vršič, 1 611 m, enlaça com o vale do Sava e o do Soča. É o passo mais alto da Eslovénia.
- Passo Predil (Villach/Beljak por Tarvisio/Trbiž e Bovec até Gorizia/Gorica), caminho pavimentado de 1 156 m.
- Hrušica/Birnbaumerwald (Ljubljana até Gorizia/Gorica), caminho pavimentado de 883 m.
- Saifnitz ou Paso Pontebba/Tabeljski prelaz (Villach/Beljak por Tarvisio/Trbiž e Pontebba/Tablja até Udine/Videm), ferrovia, caminho pavimentado, auto-estrada/autostrada/avtocesta a 797 m.

## Divisão tradicional
Os Alpes Julianos é uma das divisões tradicionais da partição dos Alpes adoptada em 1926 pelo IX Congresso Geográfico Italiano com o fim de normalizar a sua divisão em Alpes Ocidentais, Alpes Centrais e dos Alpes Orientais, aos quais pertenciam.

## SOIUSA
A Subdivisão Orográfica Internacional Unificada do Sistema Alpesno (SOIUSA) dividiu em 2005 os Alpes em duas grandesPartes: Alpes Ocidentais e Alpes Orientais, separados pela linha formada pelo  Rio Reno - Passo de Spluga - Lago de Como - Lago de Lecco.
A secção alpina dos Alpes e Pré-Alpes Julianos é formada pelos Alpes Julianos e pelos Pré-Alpes Julianos.

### Localização
Os Alpes Julianos estão rodeados a nordeste pelo Caravanche, a sudeste pelos  Pré-Alpes Eslovenos ocidentais, a sudoeste pelos Pré-Alpes Julianos, a oeste pelos Alpes de Kamnik e de Savinja, e a nordeste pelos Alpes Cárnicos.

### Classificação  SOIUSA
Segundo a SOIUSA este acidente geográfico com as seguintes características:
- Parte = Alpes Orientais
- Grande sector alpino = Alpes Orientais-Sul
- Secção alpina = Alpes e Pré-Alpes Julianos
- Sub-secção alpina = Alpes Julianos
- Código = II/C-34,I

## Galeria

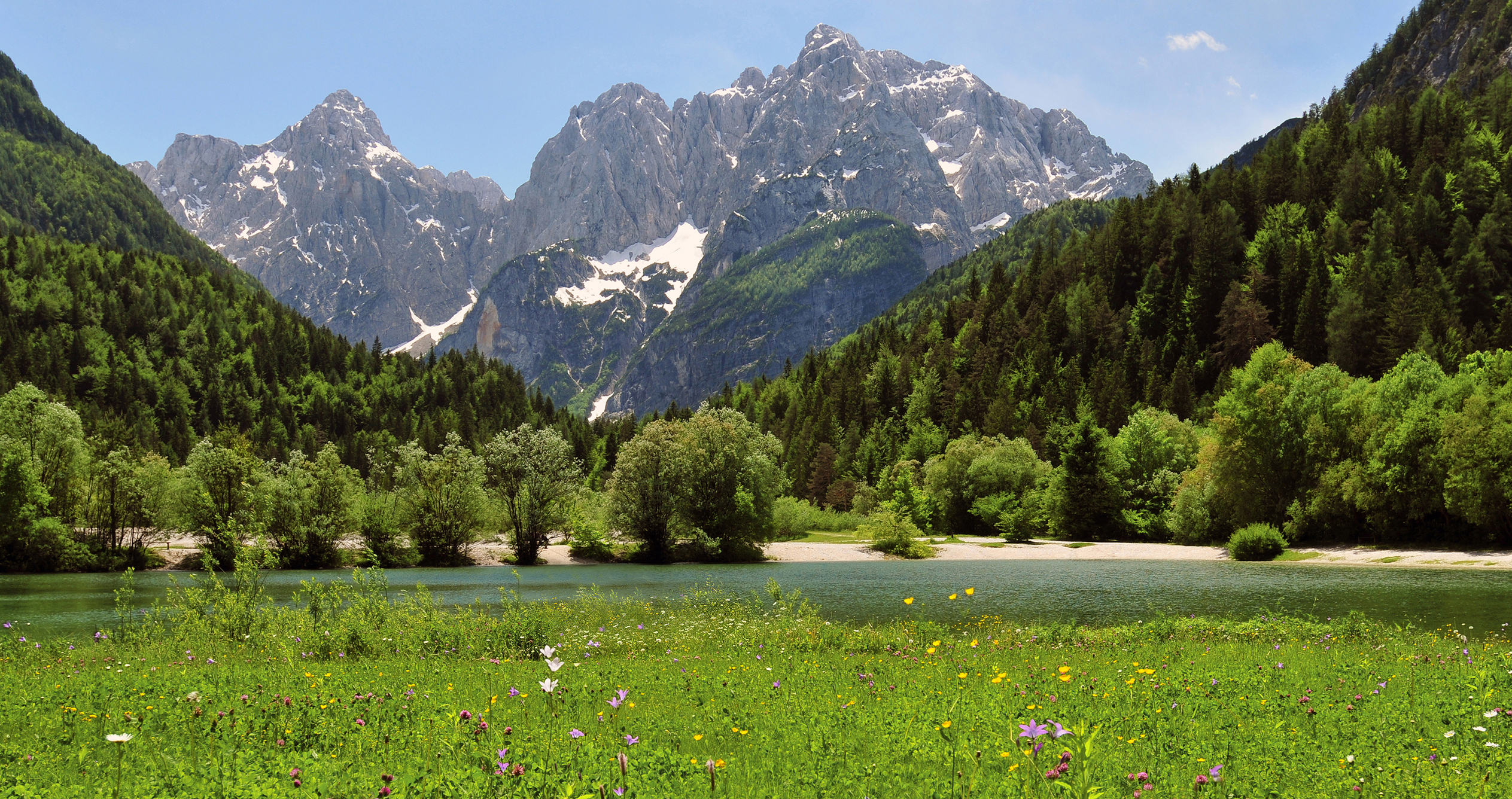
Alpes Julianos vistos a partir da cidade de Kranjska Gora, Eslovênia.
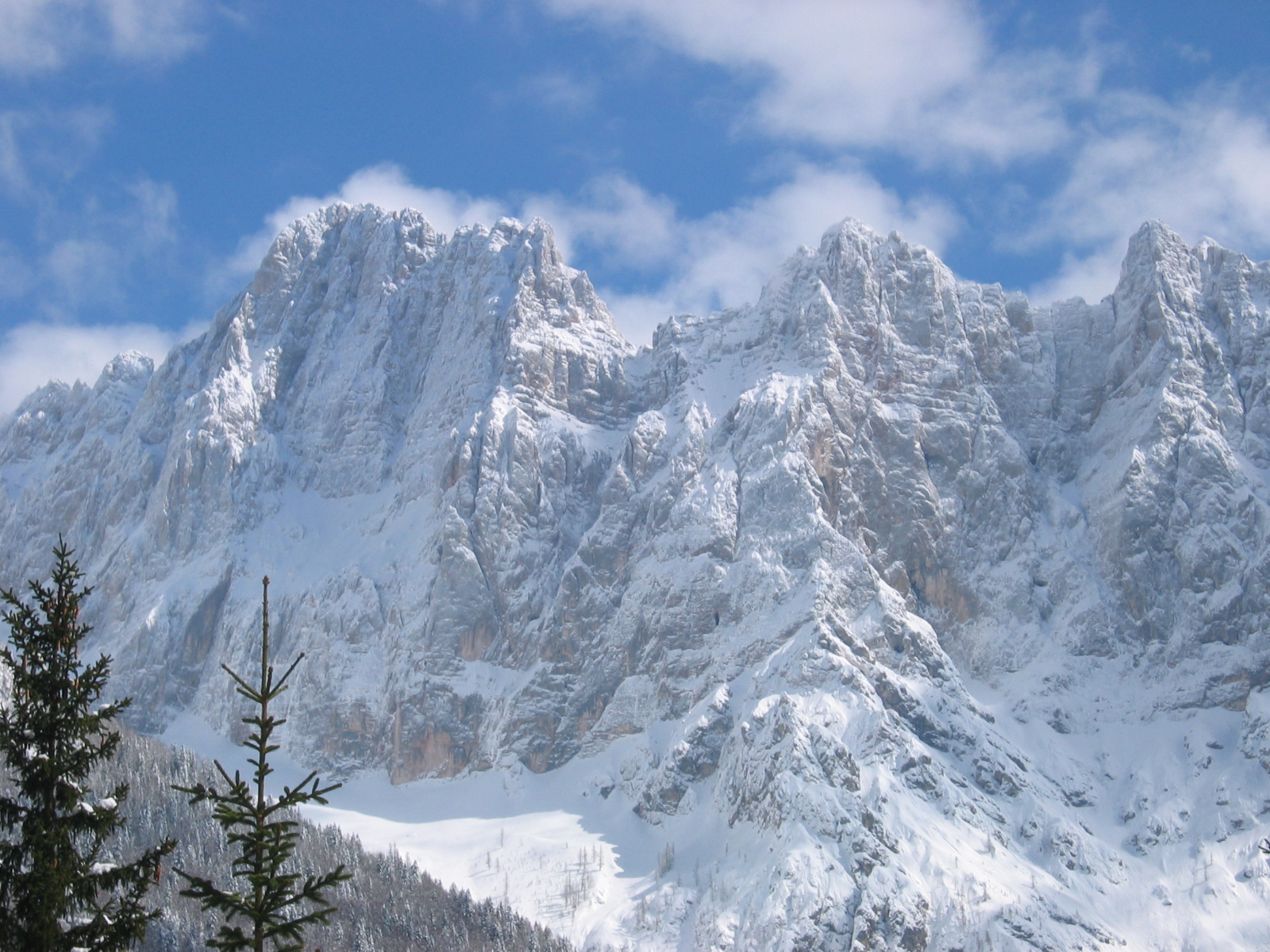
O monte Škrlatica
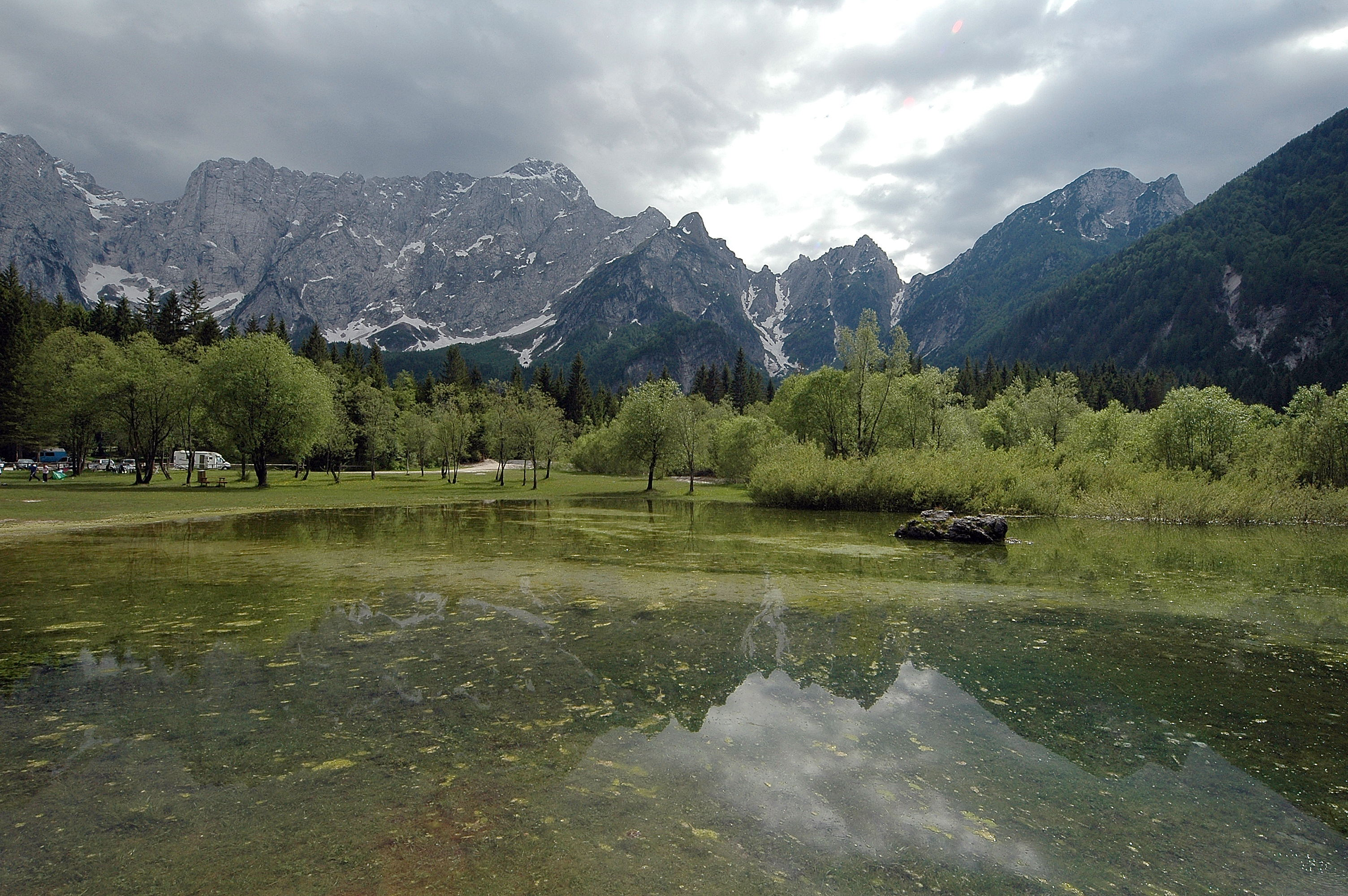
Os lagos de Fusine e o monte Mangart
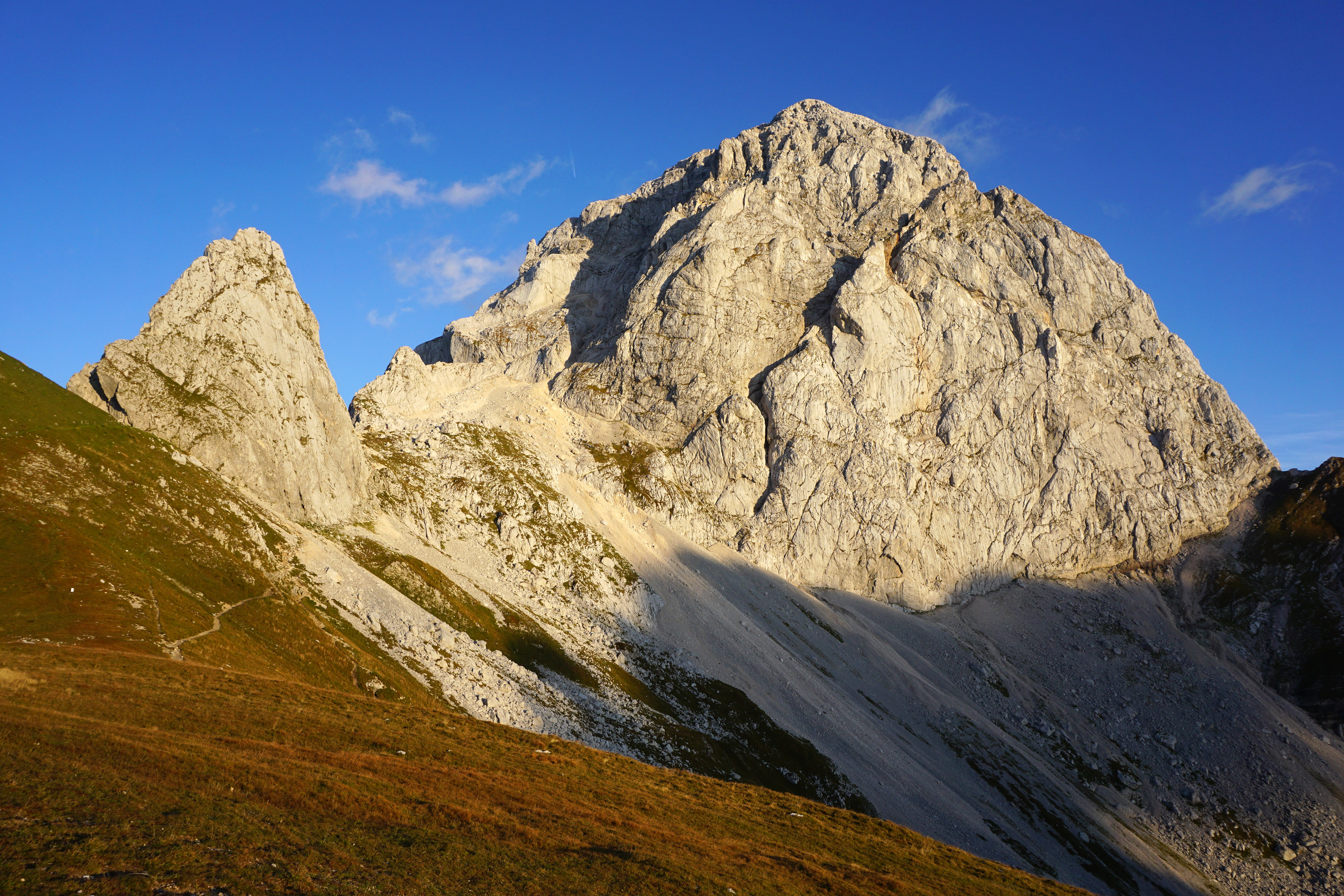
O monte Mangart
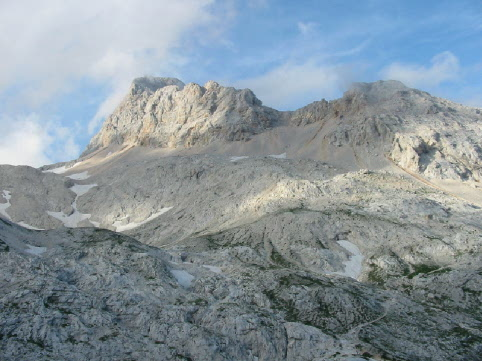
O monte Triglav
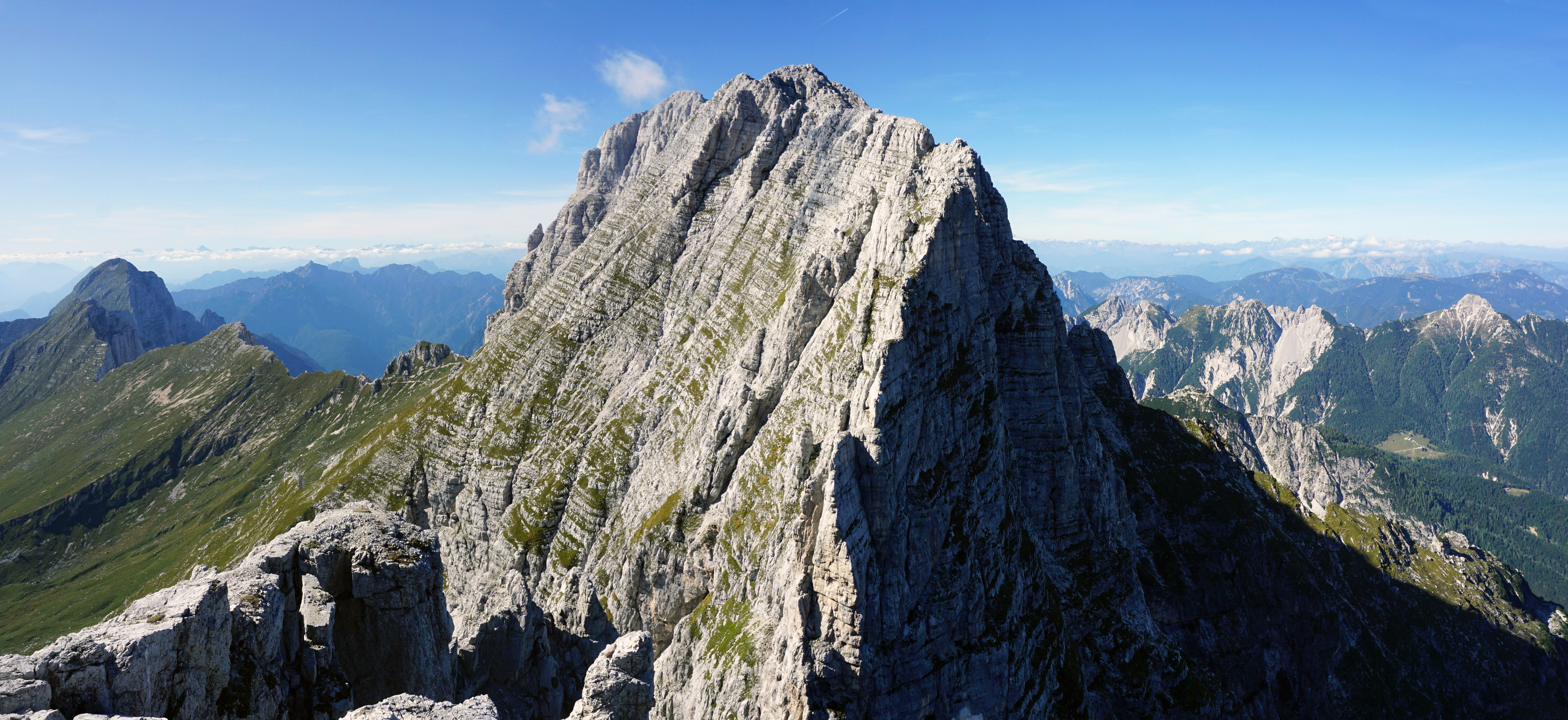
O Monte Montasch
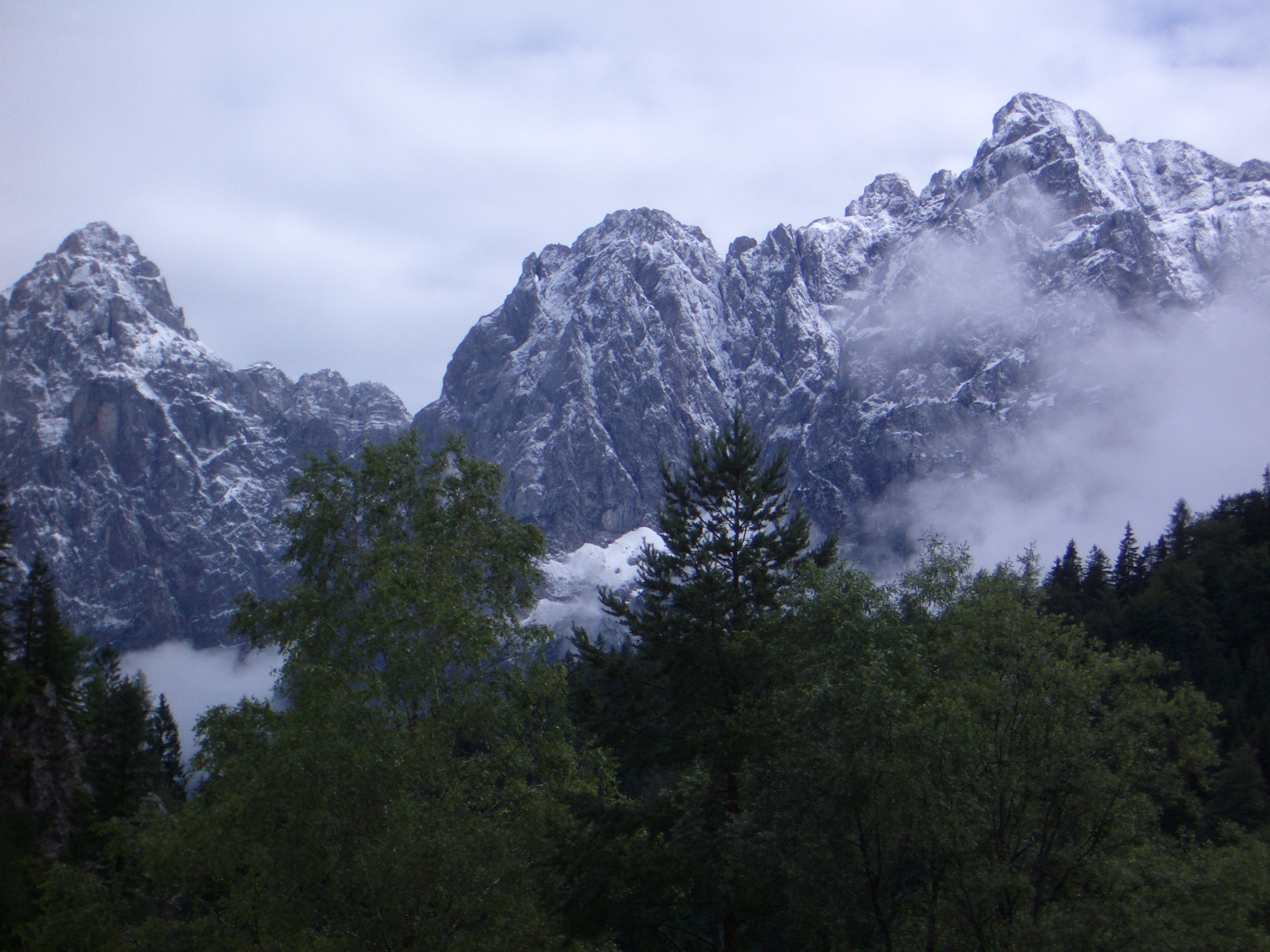
Perto de Kranjska Gora